# La Mojarra

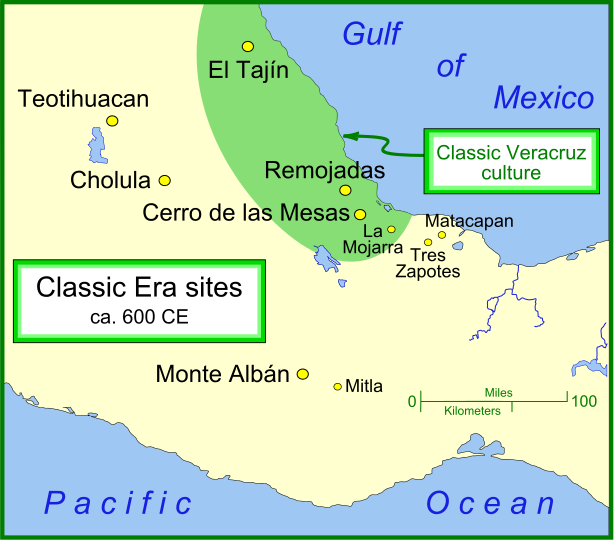
Mapa que muestra la ubicación del yacimiento arqueológico de La Mojarra y de los sitios de la era clásica mesoamericana, en Veracruz, México.

La Mojarra es un yacimiento arqueológico en el Estado mexicano de Veracruz, situado no muy lejos de la costa del Golfo de México en una curva del Río Acula. El yacimiento presenta niveles de ocupación continuados desde el 300 a. C. hasta 13 siglos después, en torno al año 1000 d. C.
No es un enclave de gran tamaño, puesto que cuenta con una superficie de 1 km² -la cual ha sido excavada-. Se han documentado pequeñas elevaciones de terreno y una pequeña plaza, además de tres hornos de Época Clásica en los cuales se pudo cocer cerámica.
No obstante, a pesar del tamaño del enclave en él han aparecido dos objetos de importancia capital para la cultura olmeca: la Estela 1 y la Estatuilla de Tuxtla. En ambos objetos se han registrado inscripciones de escritura epi-olmeca, además de fechas del calendario de Cuenta larga.